# Richard Vereš
Richard Vereš (* 3. října 1995 Ostrava) je český politik, starosta městského obvodu Slezská Ostrava a zastupitel Moravskoslezského kraje. Současný předseda ostravské organizace politického hnutí ANO. Bývalý zastupitel statutárního města Ostravy. Po komunálních volbách 2014 byl nejmladším obecním zastupitelem v Moravskoslezském kraji a nejmladším voleným představitelem hnutí ANO. Stále patří mezi nejmladší starosty v České republice. Svazem měst a obcí České republiky byl vyhlášen Nejlepším starostou za komunální období 2018–2022 v kategorii městských částí a obvodů.

## Život
Absolvoval Matiční gymnázium v Ostravě, následně studoval na Právnické fakultě Univerzity Karlovy v Praze, kterou však po čtyřech letech studia z důvodu zvolení starostou nedokončil. Magisterský titul následně získal na Právnické fakultě Masarykovy univerzity v Brně, a to v oboru Veřejná správa. Před nástupem do funkce starosty pracoval v advokátní kanceláři.
V minulosti se angažoval ve veřejně prospěšných a neziskových organizacích se zaměřením na participaci mládeže (aktivní zapojení mladých lidí do politiky a veřejného života). Aktivní byl také ve studentských samosprávách, z nichž některé na celostátní úrovni také vedl. V letech 2020 až 2022 byl místopředsedou výkonného výboru fotbalového klubu FC Heřmanice Slezská.

## Politická kariéra
V roce 2013 vstoupil do politického hnutí ANO 2011. Nejprve byl zvolen předsedou místní organizace ve Slezské Ostravě, následně místopředsedou ostravské oblastní organizace. V červnu 2014 pak úspěšně kandidoval na předsedu ostravské organizace hnutí ANO 2011.
Při svém nástupu do funkce předsedy ostravské organizace hnutí ANO sklidil kritiku kvůli svému nízkému věku. Velmi se proti němu ohradil bývalý ministr životního prostředí Pavel Drobil z ODS. Za Vereše se však postavil zakladatel a předseda ANO, vicepremiér Andrej Babiš.
Zvolení Vereše také komentoval politolog Tomáš Lebeda, který zdůraznil, že jeho zvolení nemusí pro městskou organizaci v Ostravě znamenat automaticky problémy a dodal: „Je jedno, jestli je politikovi 18, 45 nebo 60. Důležité je, jaké jsou jeho důvody, proč do politiky vstoupil.“ Sám Vereš pro MF Dnes řekl, že jedním z jeho hlavních cílů v politice bude právě napravit reputaci mladých lidí.
Hnutí ANO dosáhlo v komunálních volbách 2014 v Ostravě na 21,36 % hlasů a získalo 15 mandátů v zastupitelstvu Statutárního města Ostravy. Dosud vládnoucí ČSSD za sebou nechalo s pětiprocentním rozdílem. Richard Vereš byl zvolen zastupitelem městského obvodu Slezská Ostrava, a to ze třetího místa. Na oblastním sněmu dne 17. ledna 2015 rezignoval na post předsedy ostravské organizace hnutí.
V zastupitelstvu Městského obvodu Slezská Ostrava byl v letech 2014–2018 místopředsedou Kontrolního výboru. Dále byl členem Komise pro školství, kulturu a sport Rady Městského obvodu Slezská Ostrava a místopředsedou Komise pro rodinnou politiku Rady Statutárního města Ostravy. V letech 2015–2016 byl členem dozorčí rady Ostravského informačního servisu, a.s.
V komunálních volbách 2018 byl zvolen zastupitelem městského obvodu Slezská Ostrava a zastupitelem statutárního města Ostravy. Na ustavujícím zasedání zastupitelstva Slezské Ostravy v listopadu 2018 jej zastupitelé zvolili starostou městského obvodu. Jako zastupitel statutárního města Ostravy byl v tomto období členem Statutového výboru Zastupitelstva města Ostravy, Komise právní Rady města Ostravy a Komise investiční, architektury a rozvoje města Rady města Ostravy. Působil také jako předseda dozorčích rad městských akciových společností VÍTKOVICE ARÉNA, a.s. a Technické služby, a.s. Slezská Ostrava. 
V komunálních volbách 2022 vedl jako lídr kandidátku hnutí ANO ve Slezské Ostravě, přičemž hnutí získalo 42,27 % hlasů a většinu 18 mandátů v 35členném zastupitelstvu Slezské Ostravy. Richard Vereš rovněž obdržel největší počet preferenčních hlasů a volební výsledek hnutí byl vůbec nejlepším volebním výsledkem v historii slezskoostravského zastupitelstva. Zvolen byl znovu také do zastupitelstva města Ostravy, kde kandidoval ze 7. místa kandidátní listiny hnutí ANO. V tomto volebním období je členem dozorčí rady městské akciové společnosti VÍTKOVICE ARÉNA, a.s. Působí rovněž coby člen Statutového výboru Zastupitelstva města Ostravy a Komise právní Rady města Ostravy.
Dne 20. října 2022 byl znovuzvolen starostou Slezské Ostravy, přičemž obdržel hlasy 34 z 34 přítomných slezskoostravských zastupitelů. Zvolen byl tedy jednohlasně, včetně hlasů opozičních zastupitelů. V historii slezskoostravského zastupitelstva tomu tak bylo poprvé v porevoluční historii.
V krajských volbách v roce 2020 kandidoval z 25. místa kandidátní listiny hnutí ANO do zastupitelstva Moravskoslezského kraje a skončil jako první náhradník. Na základě rezignace jednoho z krajských zastupitelů za hnutí ANO se v prosinci 2022 stal krajským zastupitelem. V souvislosti se vznikem mandátu v zastupitelstvu kraje následně rezignoval v lednu 2023 na mandát zastupitele města Ostravy. Důvodem bylo dle jeho vyjádření omezení kumulace funkcí, kdy rezignací dostal internímu závazku ostravského hnutí ANO, že každý z jeho reprezentantů bude vykonávat maximálně dvě politické funkce zároveň. V krajském zastupitelstvu působil mj. coby předseda Výboru pro územní plánování a strategický rozvoj.
Členové oblastní organizace hnutí ANO jej v lednu 2023 znovu zvolili předsedou této oblastní organizace, tj. do funkce, kterou již zastával v letech 2014–2015. Ve funkci vystřídal ostravského primátora Tomáše Macuru. Ostravská organizace ANO je přitom největší organizací hnutí v celé České republice.
Ve volbách do Evropského parlamentu v červnu 2024 kandidoval za hnutí ANO na 13. místě kandidátky. Získal 3 773 preferenčních hlasů a stal se tak šestým náhradníkem. V krajských volbách v roce 2024 kandidoval z 8. místa kandidátní listiny hnutí ANO do Zastupitelstva Moravskoslezského kraje a byl zvolen krajským zastupitelem pro volební období 2024 až 2028, obdržel přitom 1 959 preferenčních hlasů.

## Aktivity v mezinárodních organizacích
Od března 2021 je členem české delegace do Kongresu místních a regionálních samospráv Rady Evropy.  V rámci tohoto orgánu Rady Evropy je členem politické skupiny Nezávislých liberálů a demokratů.  Působí dále ve Výboru pro dodržování závazků a povinností členských států Evropské charty místní samosprávy (také "Monitorovací výbor"). Ten organizuje v členských státech monitorovací mise, při nichž monitoruje dodržování charty a pozorovatelské mise, při kterých dohlíží na průběh místních a regionálních voleb. 
Podílí se i na dalších mezinárodních aktivitách českých samospráv. Jako zástupce českého Svazu měst a obcí je členem Politického výboru Rady evropských obcí a regionů (CEMR). Od prosince 2022 je rovněž viceprezidentem CEMR. Je jedním z autorů "Pražské deklarace", kterou Politický výbor CEMR přijal v prosinci 2023 na svém zasedání v Praze, požadující větší zapojení obcí a regionů do rozhodování na evropské úrovni a upozorňující na překážky v dosažení cílů Zelené dohody.
Od června 2023 je rovněž členem Evropského výboru regionů. V tomto orgánu Evropské unie pracuje v Komisi pro životní prostředí, změnu klimatu a energetiku a Komisi pro sociální politiku, vzdělávání, zaměstnanost, výzkum a kulturu.